# LOINC
Logical Observation Identifiers Names and Codes (LOINC) (traduït: Noms i codis d'identificació d'observació lògica) és una base de dades i un estàndard universal per identificar observacions de laboratori clínic. Per primer cop desenvolupat el 1994, va ser creat i mantingut per l'Institut Regenstrief, una organització de recerca mèdica sense ànim de lucre dels Estats Units. LOINC neix com a resposta a la demanda d'una base de dades electrònica d'atenció i gestió clínica i està disponible públicament sense cap cost.,